# Lampyrinae
Lampyrinae zijn een onderfamilie van kevers uit de familie van de glimwormen (Lampyridae).

## Taxonomie
De volgende taxa zijn bij de onderfamilie ingedeeld:
- Geslacht Luciuranus Silveira, Khattar & Mermudes, 2016[3]
- Tribus Cratomorphini Green, 1948
- Tribus Lamprocerini Olivier, 1907
- Tribus Lamprohizini Kazantsev, 2010
- Tribus Lampyrini Rafinesque, 1815
  - Geslacht Afrodiaphanes Geisthardt, 2007
  - Geslacht Alecton Laporte, 1833
  - Geslacht Diaphanes Motschulsky, 1853
  - Geslacht Lampyris Geoffroy, 1762
  - Geslacht Lychnobius Geisthardt, 1983
  - Geslacht Lychnuris
  - Geslacht Microlampyris Pic, 1956
  - Geslacht Microphotus LeConte, 1866
  - Geslacht Nelsonphotus Cicero, 2006
  - Geslacht Nyctophila E. Olivier, 1884
  - Geslacht Ovalampis Fairmaire, 1898
  - Geslacht Paraphausis Green, 1949
  - Geslacht Pelania Mulsant, 1860
  - Geslacht Petalacmis E. Olivier, 1908
  - Geslacht Pleotomodes Green, 1948
  - Geslacht Pleotomus LeConte, 1861
  - Geslacht Prolutacea Cicero, 2006
  - Geslacht Pyrocoelia Gorham, 1880
- Tribus Lucidotini Lacordaire, 1857
  - Subtribus Dadophorina Olivier, 1907
  - Subtribus Lamprigerina McDermott, 1964
  - Subtribus Lucidotina Lacordaire, 1857
  - Subtribus Photinina LeConte, 1881
    - Geslacht Ybytyramoan Da Silveira & Mermudes, 2014[4]
- Tribus Pleotomini Summers, 1874
- incertae sedis
  - Geslacht Lamprigera Motschulsky, 1853